# Омейска тималиа
Омейската тималиа (Liocichla omeiensis) е вид птица от семейство Leiothrichidae. Видът е световно застрашен, със статут Уязвим.

## Разпространение и местообитание
Разпространен е в Китай.